# スーパーボウルサンデー
スーパーボウル・サンデーは、ナショナル・フットボール・リーグ（NFL）の年間優勝決定戦であるスーパーボウルが行われる日。2004年の第38回スーパーボウルから2021年の第55回スーパーボウルまでは2月の第1日曜日だったが、第56回スーパーボウルからは2月の第2日曜日に行われている。

## 内容
正式な祝日ではないが、普段はアメリカンフットボールファン、NFLファンでない人も含め、多くの家族や友人が集まって観戦する。 以前はスポーツバーが賑わっていたが、テレビの大型化や節約のため、自宅で観戦するのが一般的になりつつある。
スーパーボウルの観戦はアメリカで非常に人気があるため、特に対戦する両チームが代表する地域では、試合中の商店は買い物客で空っぽになることが多く、水の使用量は減少するが、ハーフタイムや試合後にはファンがトイレを使用するため、使用量が大幅に増加する。 教会では、午後や夜の礼拝を取りやめたり、フットボールをテーマにしたチャリティー活動を行ったり、観戦を促すこともある。

## 食べ物

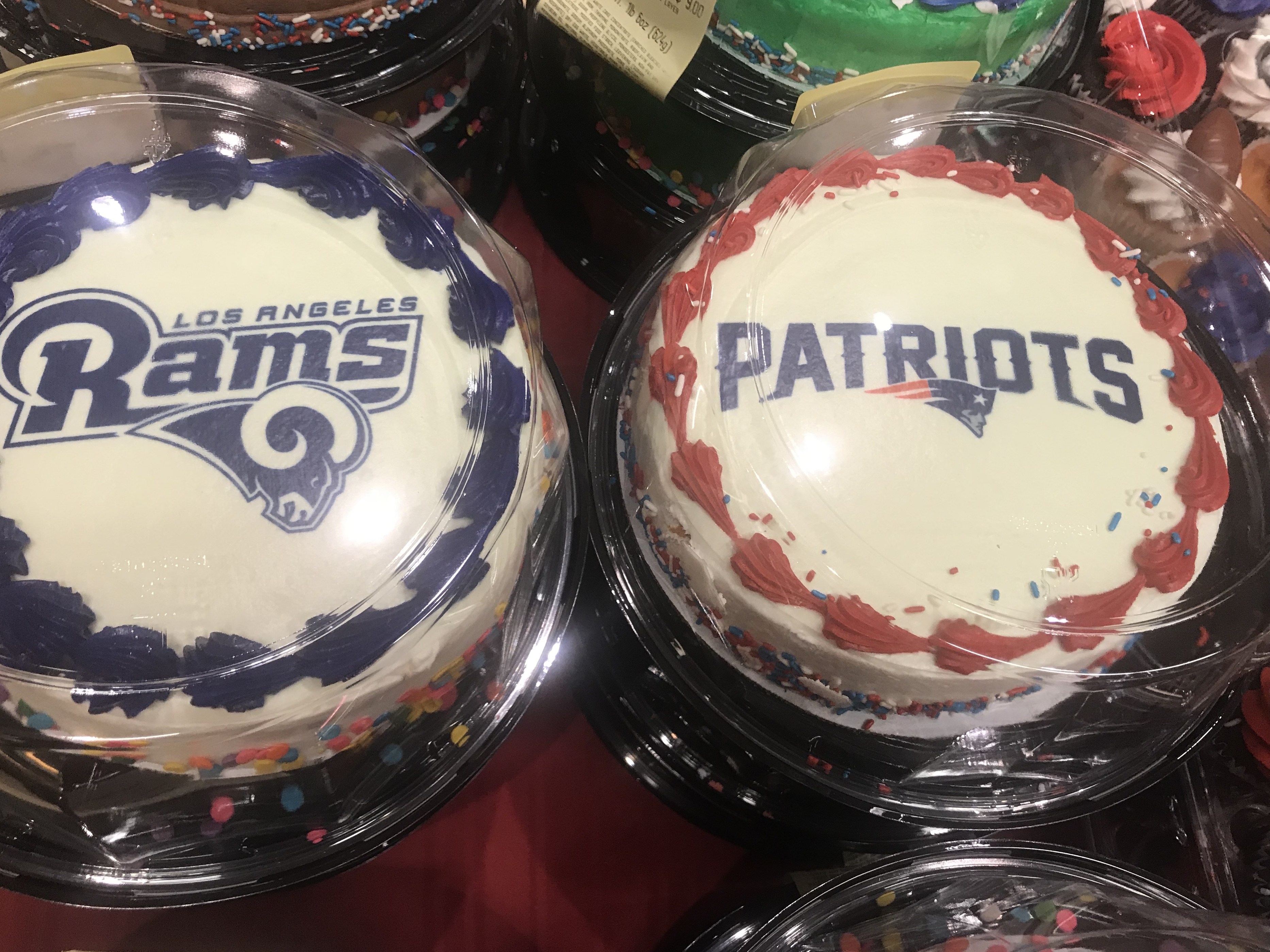
第53回スーパーボウルで対戦した、ロサンゼルス・ラムズとニューイングランド・ペイトリオッツのロゴ入りケーキ

大量の食べ物とアルコールが消費される。 アメリカでは感謝祭のディナーに次いで2番目に食べ物が消費され大量の食べ物とアルコールが消費されるイベントである。